# Філо (Огайо)
Філо (англ. Philo) — селище (англ. village) в США, в окрузі Маскінґам штату Огайо. Населення — 720 осіб (2020).

## Географія
Філо розташоване за координатами 39°51′39″ пн. ш. 81°54′36″ зх. д. / 39.86083° пн. ш. 81.91000° зх. д. (39.860925, -81.909907).  За даними Бюро перепису населення США в 2010 році селище мало площу 1,09 км², уся площа — суходіл.

## Демографія
Згідно з переписом 2010 року, у селищі мешкали 733 особи в 278 домогосподарствах у складі 194 родин. Густота населення становила 671 особа/км².  Було 320 помешкань (293/км²).
Расовий склад населення:
| - 97,8 % — білих - 0,8 % — чорних або афроамериканців - 0,1 % — азіатів |

До двох чи більше рас належало 1,1 %. Частка іспаномовних становила 0,7 % від усіх жителів.
За віковим діапазоном населення розподілялося таким чином: 29,7 % — особи молодші 18 років, 58,0 % — особи у віці 18—64 років, 12,3 % — особи у віці 65 років та старші. Медіана віку мешканця становила 33,8 року. На 100 осіб жіночої статі у селищі припадало 93,4 чоловіків;  на 100 жінок у віці від 18 років та старших — 86,6 чоловіків також старших 18 років.
Середній дохід на одне домашнє господарство  становив 53 903 долари США (медіана — 50 375), а середній дохід на одну сім'ю — 56 938 доларів (медіана — 52 891). Медіана доходів становила 46 103 долари для чоловіків та 31 016 доларів для жінок. За межею бідності перебувало 15,9 % осіб, у тому числі 26,0 % дітей у віці до 18 років та 6,6 % осіб у віці 65 років та старших.
Цивільне працевлаштоване населення становило 411 осіб. Основні галузі зайнятості: освіта, охорона здоров'я та соціальна допомога — 21,4 %, роздрібна торгівля — 18,7 %, виробництво — 16,3 %.